# فهرست فیلم‌های ایرانی سال ۱۳۶۰
فهرست فیلم‌های ایرانی سال ۱۳۶۰

## فهرست
| عنوان                    | کارگردان(ها)             | فیلم‌نامه‌نویس(ها)                            | بازیگران                                                 |
| ------------------------ | ------------------------ | ------------------------------------------- | -------------------------------------------------------- |
| آفتاب‌نشین‌ها              | مهدی صباغ‌زاده            | فریدون جیرانی                               |                                                          |
| اشباح                    | رضا میرلوحی              |                                             |                                                          |
| افیون - تب مرگ           | امان منطقی، داریوش کوشان | امان منطقی                                  |                                                          |
| بازرس ویژه               | منصور تهرانی             | منصور تهرانی                                | فرامرز قریبیان                                           |
| برنج خونین               | امیر قویدل               | امیر قویدل                                  |                                                          |
| بند                      |                          |                                             | حسین کسبیان                                              |
| به ترتیب یا بدون ترتیب   | عباس کیارستمی            | عباس کیارستمی                               |                                                          |
| پیکرتراش - از عوج تا اوج |                          |                                             |                                                          |
| توجیه                    | منوچهر حقانی‌پرست         | محسن مخملباف                                |                                                          |
| جاده                     | محمدعلی سجادی            | محمدعلی سجادی                               |                                                          |
| خط قرمز                  | مسعود کیمیایی            | مسعود کیمیایی                               | سعید راد                                                 |
| در محاصره                | اکبر صادقی               | اکبر صادقی، علی‌رضا داوودنژاد، غلامرضا گمرکی | اسماعیل محرابی، احمد رسول‌زاده، سعید نیوندی               |
| دست شیطان                | حسین زندباف              | نادر ابراهیمی                               | محمدعلی کشاورز                                           |
| رسول پسر ابوالقاسم       | داریوش فرهنگ             |                                             |                                                          |
| سیم خاردار               |                          |                                             | حسین عرفانی                                              |
| عصیانگران                | جهانگیر جهانگیری         |                                             | گرشا رئوفی، جواد گلپایگانی، نعمت‌الله گرجی، کاظم افرندنیا |
| فرمان                    |                          | محمود استادمحمد                             | سعید راد                                                 |
| فصل خون                  | حبیب کاووش               |                                             | علی نصیریان                                              |
| قدیس                     | ناصر محمدی               | ناصر محمدی                                  | بهمن مفید                                                |
| گرداب                    |                          |                                             | سعید کنگرانی                                             |
| مرز                      | جمشید حیدری              | سیروس الوند                                 | سعید راد                                                 |
| میراث من جنون            | مهدی فخیم‌زاده            |                                             |                                                          |